# Comité olympique gabonais
Le Comité NAtional Olympique Gabonais est le représentant du Gabon au Comité international olympique (CIO). Il appartient à l'Association des comités nationaux olympiques d'Afrique et son président est Crésant Pambo .

## Histoire
Le comité est fondé le 9 février 1965. Le Comité international olympique reconnaît le Comité en 1968.
Le Gabon participe à ses premiers Jeux olympiques en 1972 à Munich.

## Présidents
Les présidents du Comité sont :
- 1965 - 1967 : Joseph Ngoua[2]
- 1967 - 1970 : Samuel Edzang[2]
- 1970 - 1989 : Emmanuel Kingbo
- 1989 - 2006 : Fidèle Waura
- 2006 - 2022 : Léon Louis Folquet.
- Depuis 2022 : Crésant Pambo.